# Мазінки
Мазінки́ (до 2013 року — Мазинки) — село в Україні, у Бориспільському районі Київської області. Входить до складу Переяславської міської громади.

## Історія
Село Мазінки лежить на дуже давно заселених землях. До нашого часу в районі Мазінок збереглися кургани, так звані «Три могили». В одному з них археологи знайшли поховання людей. За характером розміщення скелетів, їхніми антропологічними особливостями та певною атрибутикою, що знаходилася там же, вчені визначили період заселення цієї території племенами кочових скіфів, які починали вести особливий спосіб життя і займалися землеробством. Це приблизно ІІІ століття до н.е.
На території цього села, зокрема в урочищах Загребля, Дворянина були знайдені археологічні рештки і поселень значно пізнішого часу, вже слов'янських народів. Існування села на правому березі річки Альта (нинішнього географічного місця Мазінок) підтверджують й дані інших археологічних розкопок. На території сільськіх кутків Левада та Яцківщина виявлено поселення давньоруського часу. Втім, появу конкретно саме села Мазінки пов'язують з так званим Мажевим сільцем, яке згадується в літописах від 1151 року. Основою цього топоніму є чоловіче ім'я Маж. Поступово назва села трансформувалася до сучасної форми. Цей процес міг відбуватися так: Мажеве — Мажинці (жителі Мажевого сільця) — Мазінки. У офіційних документах і на картах вже 18-19 ст. назва села писалася російською як Масинки або Мазенки, що, очевидно, і вплинуло на творення форми Мазінки.
Крім того, існує ще одна версія походження назви села, яку пов'язують із ремеслом тутешніх жителів — гончарством. На території села були значні поклади глини, і люди тут займалися гончарством, про що свідчать знайдені рештки гончарного знаряддя та глиняного посуду. Досі побутує легенда про напад монголо-татар на село. Кочівники спалили житла тутешніх мешканців, а людей забрали в полон. Селяни, яким вдалося втекти від завойовників, через деякий час повернулися на своє місце, знову звели хати. І для того, щоб вони менше потерпали від вогню, почали обмазувати їх товстим шаром глини, а такі хатини називали мазанками.
За козаччини село належало до першої Переяславської сотні Переяславського полку Війська Запорозького.
За описом Київського намісництва 1781 року село Войтівці разом з селищем Мазинки відносилось до Переяславського повіту цього намісництва і вони налічували 256 хат виборних козаків, козаків підпомічників та підсусідків. Також на два поселення було 3 різночинці, 1 духівник та ще 1 церковник,
За книгою Київського намісництва 1787 року, у селищі проживало 118 осіб. У той час Мазінки було у володінні різного роду «казених людей», козаків.
З ліквідацією Київського намісництва село як і увесь Переяславський повіт перейшло до складу Полтавської губернії.
У 1801 році, згідно з губернськими списками, тут налічувалася 131 особа.
Є на карті 1812 року
У 1905 році збудовано церкву св. Йосифа, яка була приписана до церкви св. Козьми й Даміана у с. Войтовці.
1910 року - село Скопецької волості Переяславського повіту Полтавської губернії, 231 господарство, 1356 мешканців разом з найманими робітниками.
Станом на 1930 р. в с. Мазінки нараховувалось 193 двори, проживало 1770 осіб. Того року був створений колгосп ім. Шевченка, в 1930 р. — «Жовтнева перемога». При цьому комуністи показово пограбували 3 сім'ї заможних селян «раскулачілі». Загальна кількість людей, яких комуністи убили голодом — 282 чол. Місце масового поховання під час Голодомору — сільське кладовище, де встановлено пам'ятний знак жертвам Голодомору.
На кінець 1991 року тоді ще в Мазинках налічувалося 280 селянських дворів з 670 жителями. Після чорнобильської катастрофи на околицях села звели чимале селище для переселенців — 150 дворів. Загалом на сьогодні (коли?) в селі є 459 дворів, з яких 105 дачних, у Мазінках мешкає 773 особи. Село повністю газифіковане, діє водопровід. Орган місцевого самоврядування — Переяславська міська рада (до 2020 р. — Мазінська сільська рада).
Базове господарство СВК «Мир» припинило існування наприкінці 2002 року.

## Сьогодення
Село знаходиться на відстані 17 км від районного центру. У селі нараховується 456 дворів та проживає 744 мешканці (2013). Нині земельні паї мазінчан обробляють кілька фермерів. Сільська рада для обслуговування населення має млин. З об'єктів інфраструктури в селі діє Мазінська середньоосвітня школа І-ІІ ступенів — дошкільний навчальний заклад, філія Ощадбанку, поштове відділення, клуб, бібліотека, ФАП, два магазини.

## Галерея

Пам'ятник воїнам-односельцям, які загинули в роки у німецько-радянській війні. Біля клубу села Мазінки
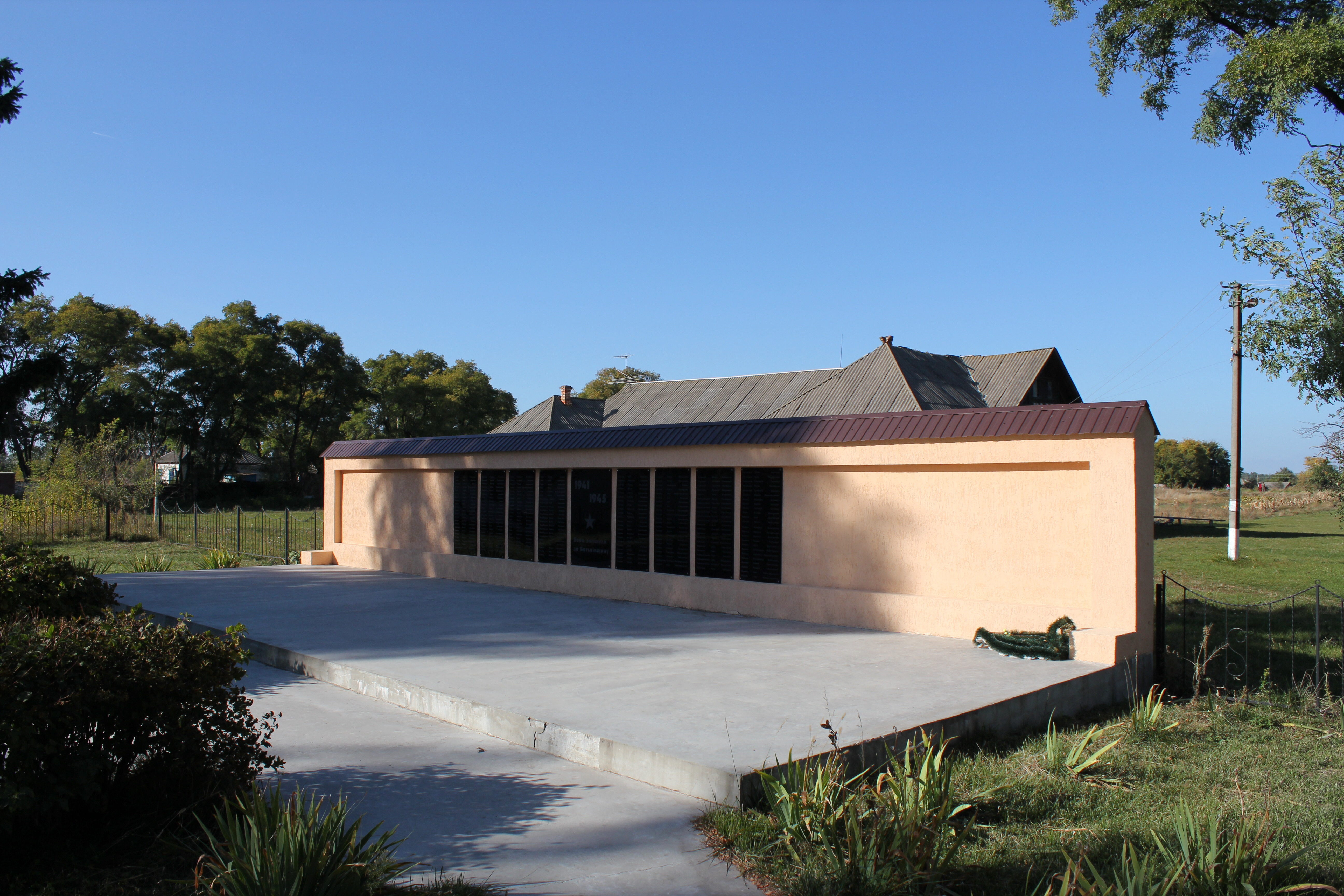
Братська могила солдат РСЧА, які загинули в роки у німецько-радянській війні. Біля клубу села Мазінки